# Arsen Tlechugow
Arsen Wiaczesławowicz Tlechugow, ros. Арсен Вячеславович Тлехугов (ur. 3 listopada 1976 we wsi Uruch, Kabardo-Bałkaria, Rosyjska FSRR) – kazachski piłkarz pochodzenia rosyjskiego, grający na pozycji napastnika.

## Kariera piłkarska

### Kariera klubowa
Wychowanek Szkoły Sportowej w Baksanie. W 1994 rozpoczął karierę piłkarską w zespole Awtozapczast' Baksan. Po roku przerwy został piłkarzem Spartaka Nalczyk. Latem 1998 przeszedł do trzecioligowej drużyny Nart Nartkała, ale po roku powrócił do Spartaka Nalczyk. W 2000 bronił barw Łokomotiwu Niżny Nowogród i Kristałłu Smoleńsk. Na początku 2001 wyjechał do Kazachstanu, gdzie potem występował w klubach Żenis Astana, Jesil Kokczetaw, Kajrat Ałmaty i FK Astana. W 2006 również grał w farm-klubie Żeleznodorożnik Ałmaty. W 2008 został zaproszony do uzbeckiego FK Buxoro, w którym zakończył karierę piłkarza.

### Kariera reprezentacyjna
W 2004 rozegrał jeden mecz w narodowej reprezentacji Kazachstanu.

## Sukcesy i odznaczenia

### Sukcesy piłkarskie
Żenis Astana
- zdobywca Pucharu Kazachstanu: 2002

Kajrat Ałmaty
- mistrz Kazachstanu: 2004
- zdobywca Pucharu Kazachstanu: 2003

### Sukcesy indywidualne
- król strzelców Mistrzostw Kazachstanu: 2001, 2004
- Piłkarz roku w Kazachstanie: 2001